# Mata Mourisca
Mata Mourisca era una freguesia portuguesa del municipio de Pombal, distrito de Leiría.

## Historia
Fue creada el 26 de junio de 1867, por segregación de la de Louriçal.
Fue suprimida el 28 de enero de 2013, en aplicación de una resolución de la Asamblea de la República portuguesa promulgada el 16 de enero de 2013 al unirse con las freguesias de Guia y Ilha, formando la nueva freguesia de Guia, Ilha e Mata Mourisca.